# Bussard (Schiff, 1906)
Die Bussard ist ein Dampfschiff, das von 1906 bis 1979 als Tonnenleger in der Kieler Bucht eingesetzt war und seit 1980 dem Schifffahrtsmuseum Kiel gehört.

## Geschichte
Das Schiff wurde am 15. März 1905 bei der Meyer Werft in Papenburg (Baunummer 203) für 224.000 Goldmark in Auftrag gegeben und 1906 für die Königliche Wasserbau-Inspektion Flensburg in Dienst gestellt. Bis 1919 war die Bussard im damals zum Deutschen Reich gehörenden Sonderburg und danach durchgehend in Kiel stationiert. Neben der Hauptaufgabe, dem Auslegen, Einholen und Instandsetzen von Tonnen in der Kieler Bucht, wurde die Bussard auch regelmäßig zur Versorgung des Feuerschiffs Fehmarnbelt und als Start- und Zielschiff während der Kieler Woche eingesetzt. Die hohen Betriebskosten führten 1979 zur Außerdienststellung des Tonnenlegers.
Im Juli 1980 wurde die Bussard an das Kieler Schifffahrtsmuseum übergeben. Für den Betrieb des Dampfantriebs fehlten jedoch Geld und Personal. Erst 2001 starteten ehrenamtliche Dampfschifffreunde, das Schiff wieder in Fahrt zu bringen. Der Kessel wurde ein Jahr später vom TÜV abgenommen und nach weiteren Arbeiten konnte im Mai 2005 die Hauptmaschine wieder mit Dampf betrieben werden. Der im gleichen Jahr gegründete Verein „Dampfer Bussard e. V.“ hat dann die weiteren Instandsetzungen und den Fahrbetrieb des Museumschiffs übernommen. Am 5. November 2006 hat die Bussard, 27 Jahre nach der Außerdienststellung, erfolgreich ihre erste Probefahrt absolviert. Die Bussard ist als Traditionsschiff von der BGVerkehr zugelassen und kann 80 Personen bzw. 100 Personen an Bord mitnehmen, wobei die Crew mit 20 Personen hinzu kommt.

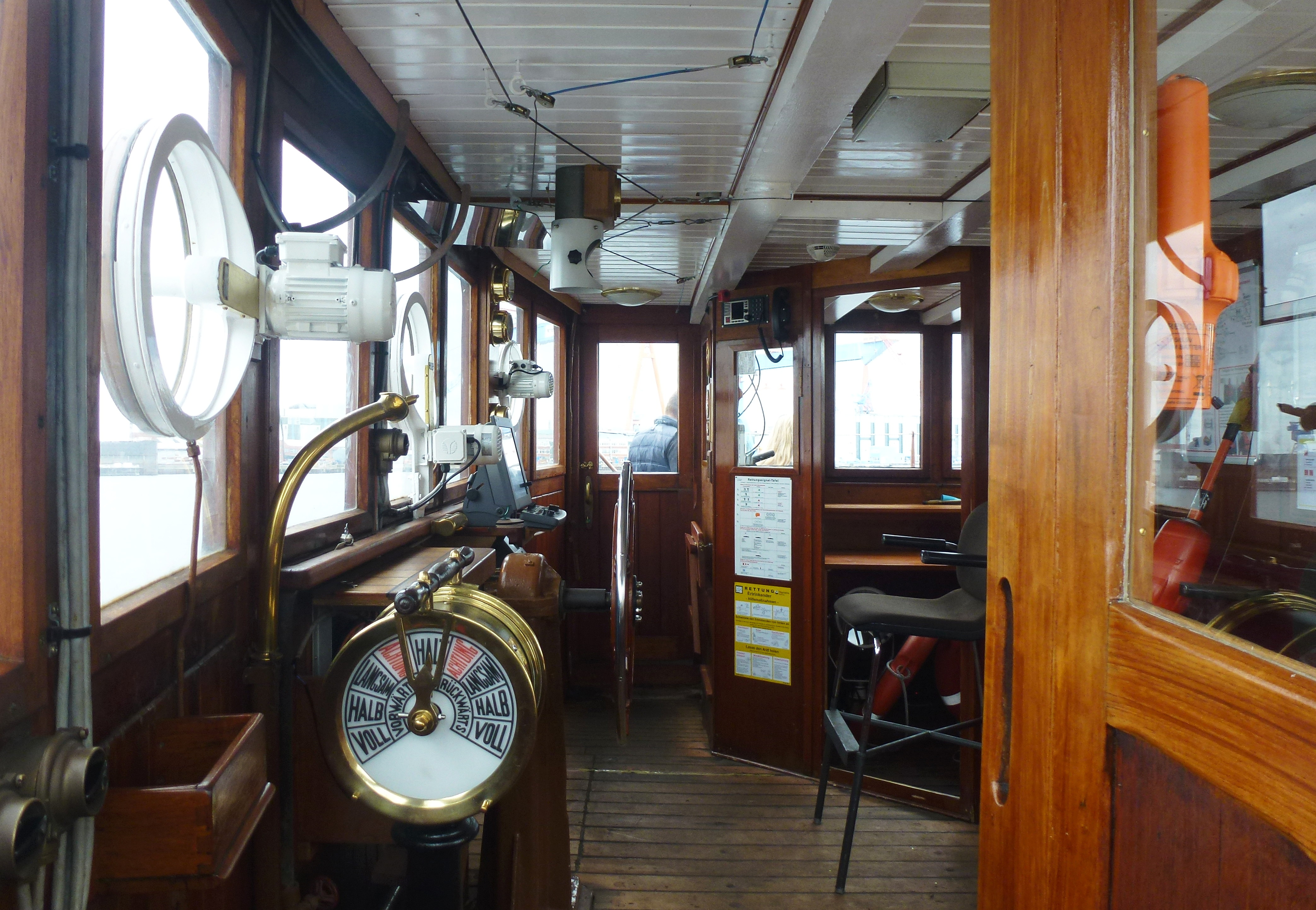
Brücke
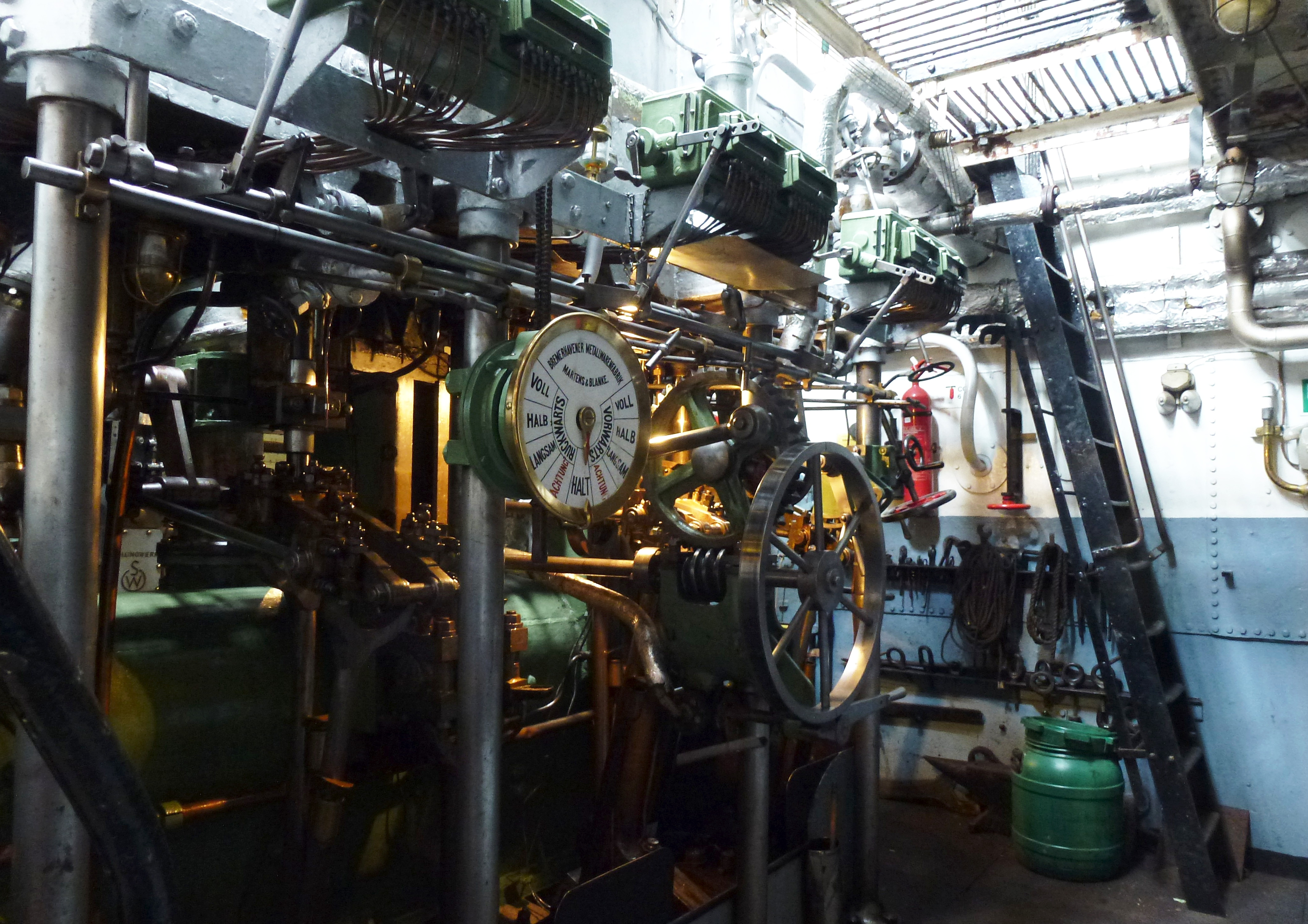
Maschine
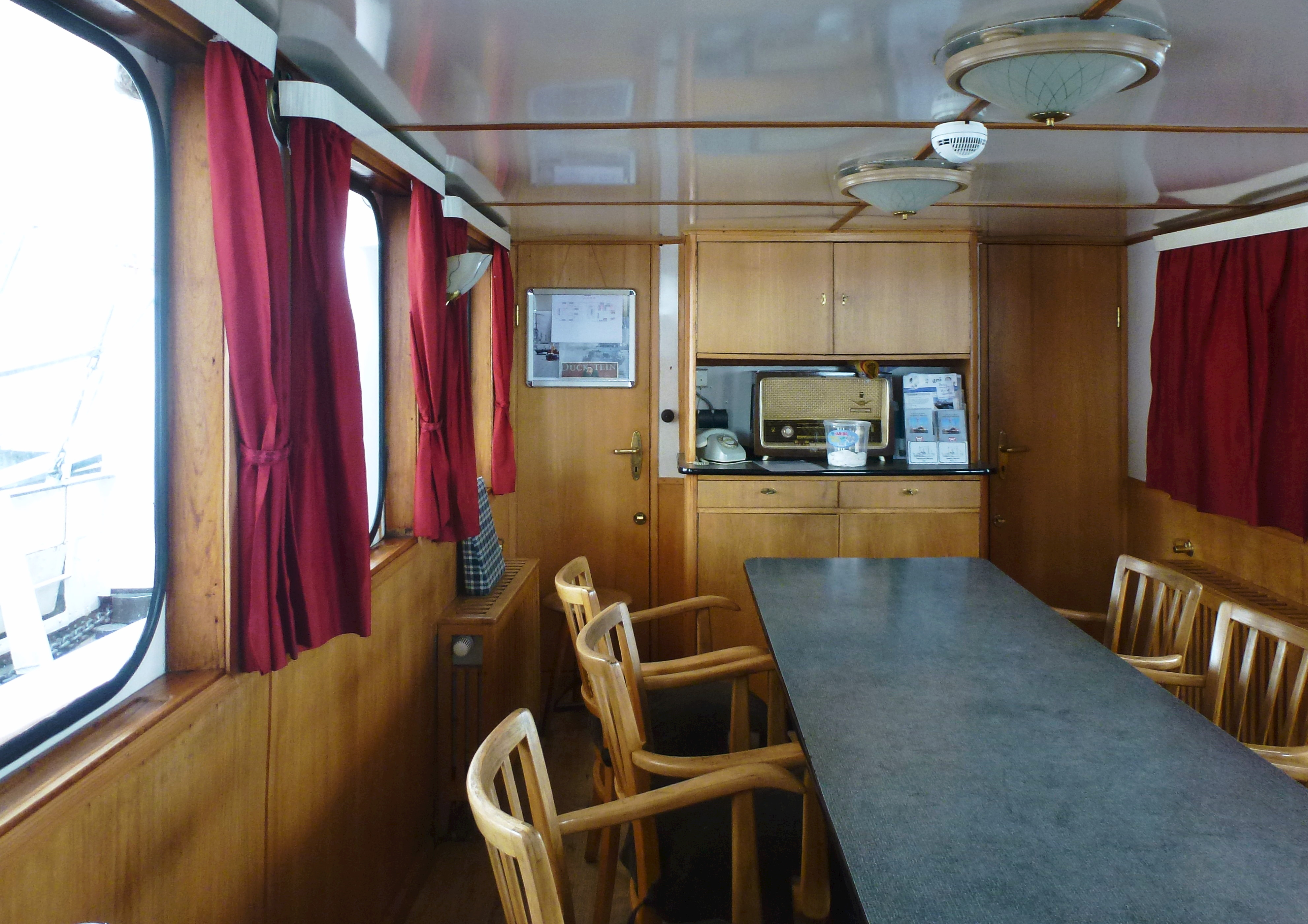
Aufenthaltsraum
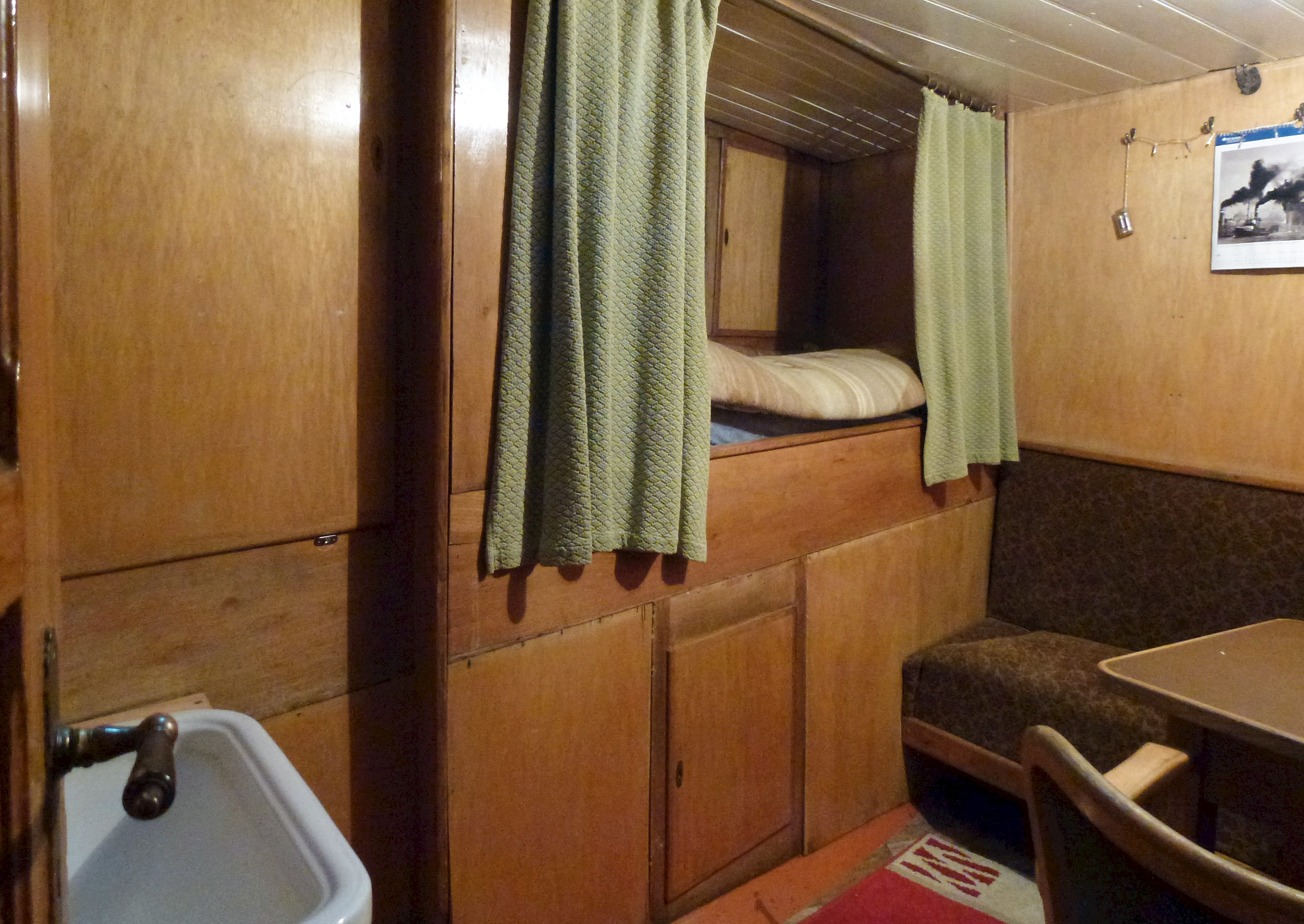
Koje
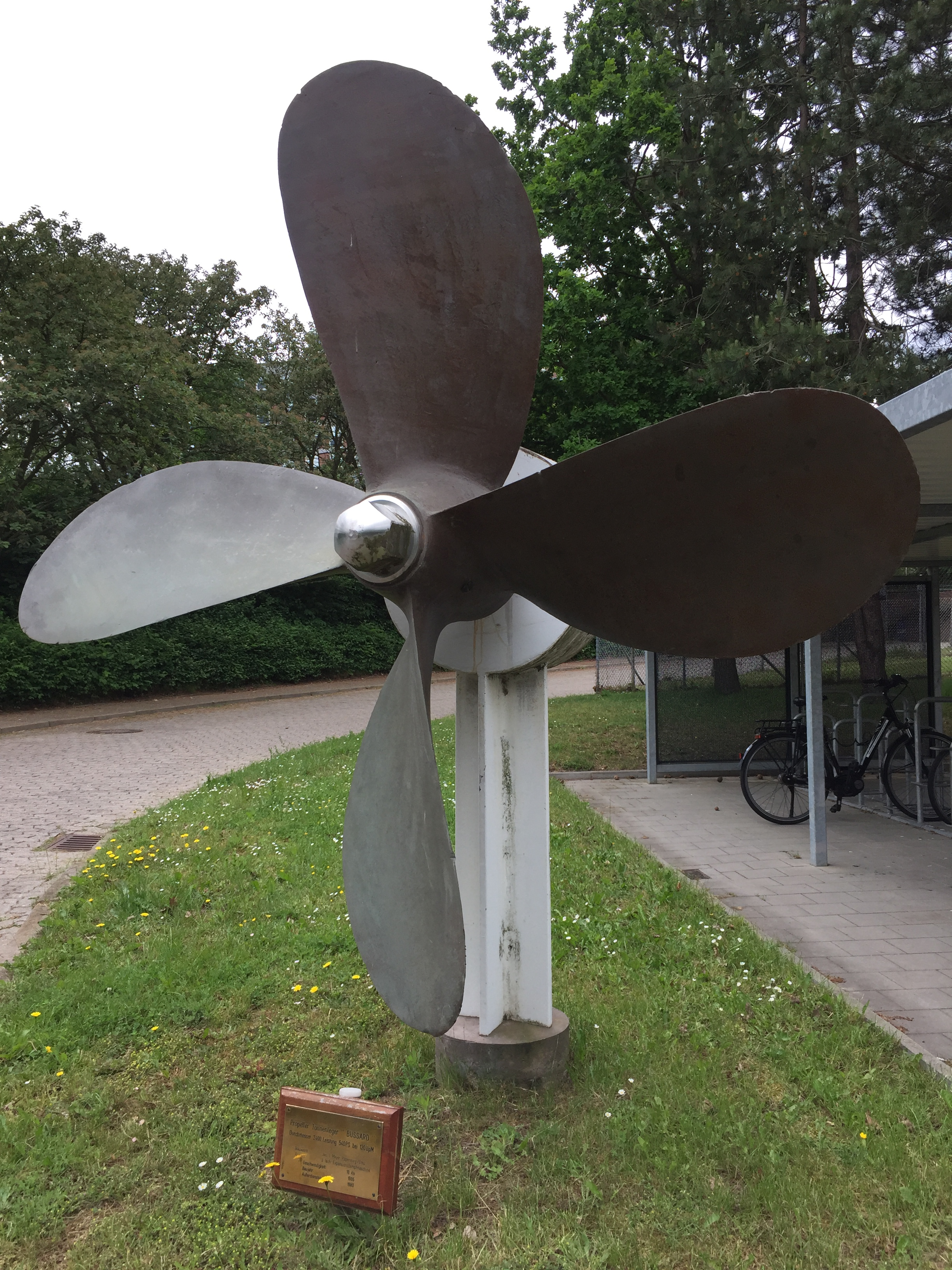
Ehemaliger Propeller